# Waltraud Seidlhofer
Waltraud Seidlhofer (* 26. November 1939 in Linz) ist eine österreichische Dichterin.

## Leben
Seidlhofer verbrachte ihre Kindheit in Puchenau. Nach der Matura 1957 begann sie in Wien ein Germanistik- sowie Anglistikstudium. Sie schloss diese jedoch nicht ab und wurde Volksbibliothekarin in Linz. 1965 übersiedelte sie nach Wels und 1969 nach Thalheim bei Wels. Im Jahr 1972 wechselt sie in die Welser Stadtbücherei und war dort bis zur Pensionierung im Jahr 1994 Bibliothekarin.
Mit Ende der 1950er Jahre schreibt sie erste Gedichte. Seit 1961 veröffentlicht sie vorwiegend Prosa und Lyrik, aber auch essayistische und grafische Texte. Ihr Lebensmittelpunkt ist in Oberösterreich.
Ihre Arbeiten erschienen in  Literaturzeitschriften Europas und der USA. Lesungen erfolgten in europäischen Städten, aber auch in den USA. Viele Reisen in europäische Städte, nach Südafrika, in die USA, nach Hawaii und Samoa, auf die Fidschi-Inseln, nach Australien, Kuba. Längere Aufenthalte absolvierte sie in Neuseeland 1997, 2001/02 und 2006.

## Werke
- bestandsaufnahmen. Gedichte. Kulturamt Linz, Linz 1971.
- fassadentexte. edition neue texte, Linz 1976.
- Geometrie einer Landschaft. edition neue texte, Linz 1986. ISBN 390029240X.
- bild/er/betrachtungen. eine serie. Bibliothek der Provinz, Weitra 1989.
- bruchstuecke. variationen. Bibliothek der Provinz, Weitra 1991.
- Anstelle von Briefen. Ausgewählte Lyrik 1967 – 1992. Blattwerk, Linz 1994. ISBN 3901445013.
- Zeit. Staedte. Spiel. Eine Sammlung. Edition Pangloss, Wels 1994. ISBN 3901132082.
- La(e)sergedichte. Blattwerk, Linz 1996. ISBN 3901445153.
- text. ein erinnern. Blattwerk, Linz 1999.
- Te anau. Wilderness. Zeilen. Lyrik. Grasl, Baden bei Wien 2001. ISBN 3850982564.
- gehen. ein system. Ritter, Klagenfurt 2005. ISBN 3854153686.
- boote in den museen. Mitter Verlag, Wels 2008.
- tage passagen. Klever, Klever 2009. ISBN 978-3902665-14-0.
- Singapur oder der Lauf der Dinge. Klever, Wien 2012. ISBN 978-3-902665-44-7.
- langsame figuren. Gedichte. Klever, Wien 2016. ISBN 978-3-903110-03-8.
- wie ein fließen die stadt. Klever, Wien 2019. ISBN 978-3-903110-51-9.

## Auszeichnungen
- Kulturpreis des Landes Oberösterreich für Literatur (1991)
- Heimrad-Bäcker-Preis (2008)
- Georg-Trakl-Preis für Lyrik (2014)